# جوليو سيزار باسيليو دا سيلفا
جوليو سيزار باسيليو دا سيلفا (بالبرتغالية: Júlio César Basilio da Silva‏) هو لاعب كرة قدم برازيلي، ولد في 6 ديسمبر 1996 في موجي داس كروزيز في البرازيل. لعب مع نادي فيتيبسك.

## وصلات خارجية
- جوليو سيزار باسيليو دا سيلفا على موقع قاعدة بيانات كرة القدم.إي يو (الإنجليزية)
- جوليو سيزار باسيليو دا سيلفا على موقع Soccerway.com (الإنجليزية)
- جوليو سيزار باسيليو دا سيلفا على موقع عالم كرة القدم.نت (الإنجليزية)